# Paweł Okrasa
Paweł Piotr Okrasa (ur. 5 stycznia 1972 w Lututowie) – polski samorządowiec, od 2014 roku burmistrz Wielunia.

## Wykształcenie
Ukończył studia na Wydziale Biologii i Hodowli Zwierząt Akademii Rolniczej we Wrocławiu. W późniejszych latach również podyplomowe studium finansów i bankowości na Wydziale Gospodarki Narodowej Akademii Ekonomicznej tamże, a w Szkole Głównej Handlowej w Warszawie podyplomowe studia na kierunku Menedżer Samorządu Terytorialnego.

## Praca zawodowa
Był inspektorem kredytowym w banku Pekao, następnie w PKO BP. Po czym prowadził własną działalność gospodarczą doradztwa leasingowego – współtworzył spółkę leasingową Wirex Leasing. Następnie był pełnomocnikem Getin Leasing w zakresie podpisywania umów leasingu. Od 1998 roku działa w wieluńskim samorządzie. Z ramienia Forum Samorządowego Ziemi Wieluńskiej został wówczas najmłodszym radnym rady powiatu wieluńskiego, po czym został członkiem zarządu powiatu wieluńskiego. Od 2006 roku do chwili objęcia urzędu burmistrza Wielunia był radnym rady miejskiej. Po raz pierwszy został burmistrzem Wielunia w 2014 roku. W 2018 roku ubiegał się o reelekcję, w drugiej turze pokonał kandydata Prawa i Sprawiedliwości Pawła Rychlika, z wynikiem 76% głosów. W 2024 roku ubiegał się z powodzeniem o trzecią kadencję, pokonując kontrkandydatkę Elżbietę Urbańską-Golec w drugiej turze wyborów z wynikiem 52,75% głosów.

## Życie prywatne
Mieszkał w Kurowie, ma dwoje dzieci.

## Kontrowersje
W styczniu 2022 wydał zgodę na organizację w Wieluniu gali MMA-VIP promowanej przez jednego z liderów mafii pruszkowskiej Andrzeja Zielińskiego, ps. Słowik, co wywołało falę krytycznych komentarzy i społecznych protestów. Pod ich wpływem oraz po interwencji wojewody łódzkiego Tobiasza Bocheńskiego burmistrz zdecydował, że kontrowersyjna gala jednak nie odbędzie się w Wieluniu.

## Odznaczenia
W 2025 został odznaczony przez Prezydenta RP Andrzeja Dudę Złotym Krzyżem Zasługi.